# Optischer Datenspeicher

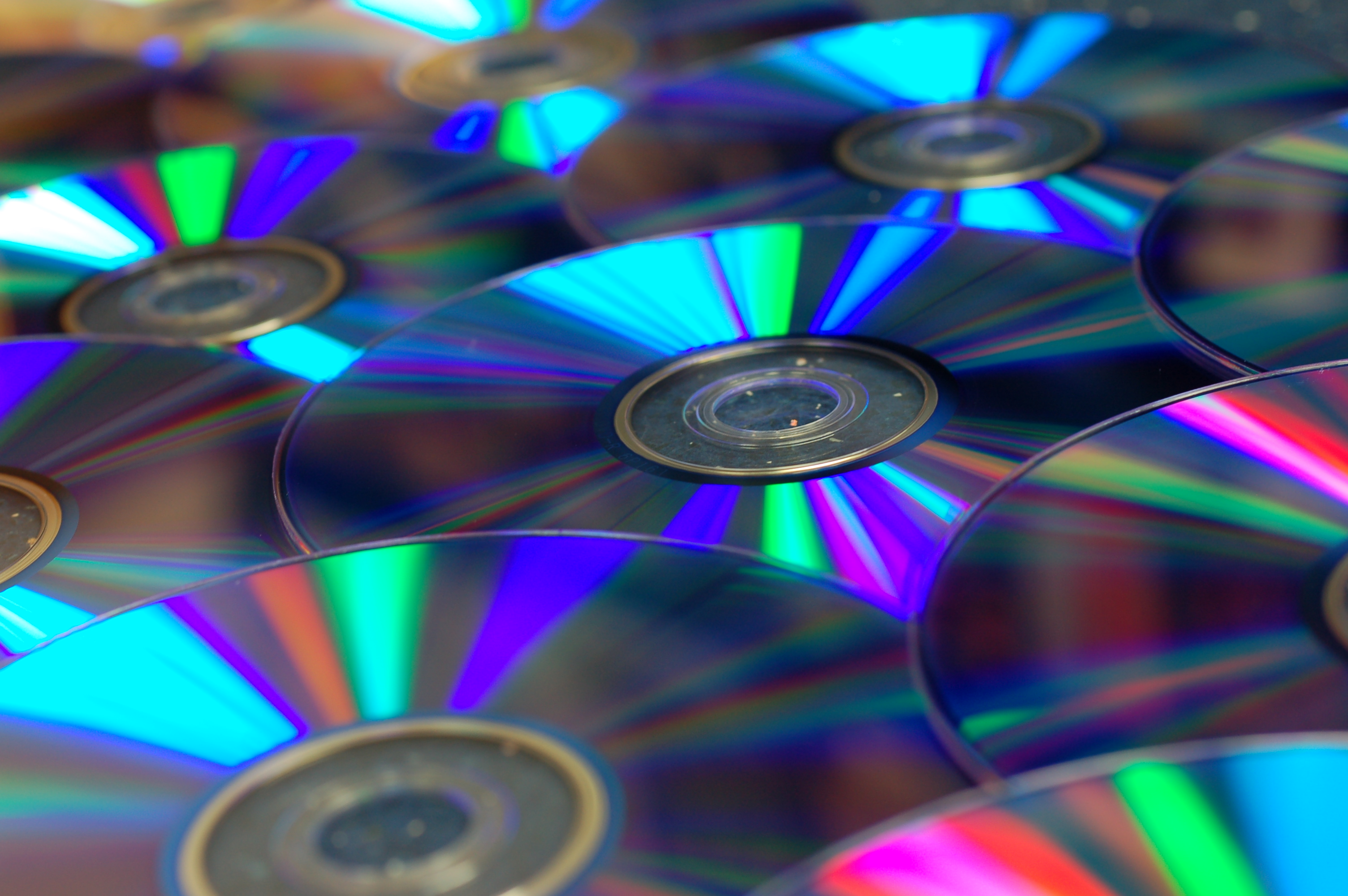
Beschreibbare optische Datenträger

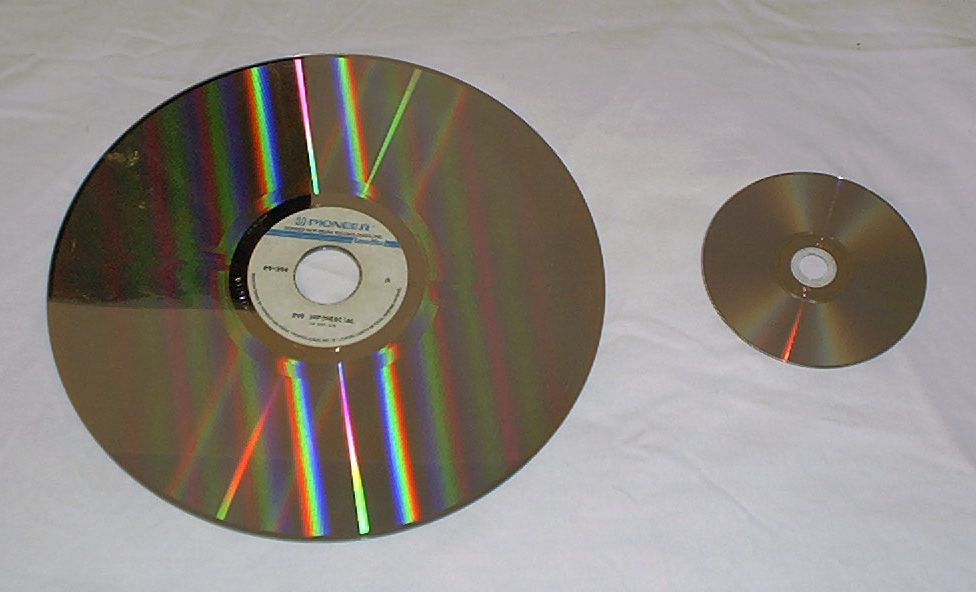
Größenvergleich zwischen Laserdisc (30 Zentimeter Durchmesser) und CD/DVD (12 Zentimeter Durchmesser)

Als optischer Datenspeicher werden auswechselbare Massenspeicher bezeichnet, die durch optische Abtastung (meist mittels Laser) gelesen oder beschrieben werden. Neben optischen Platten gab es auch Entwicklungen von optischen Bändern, die hier nicht beschrieben werden.

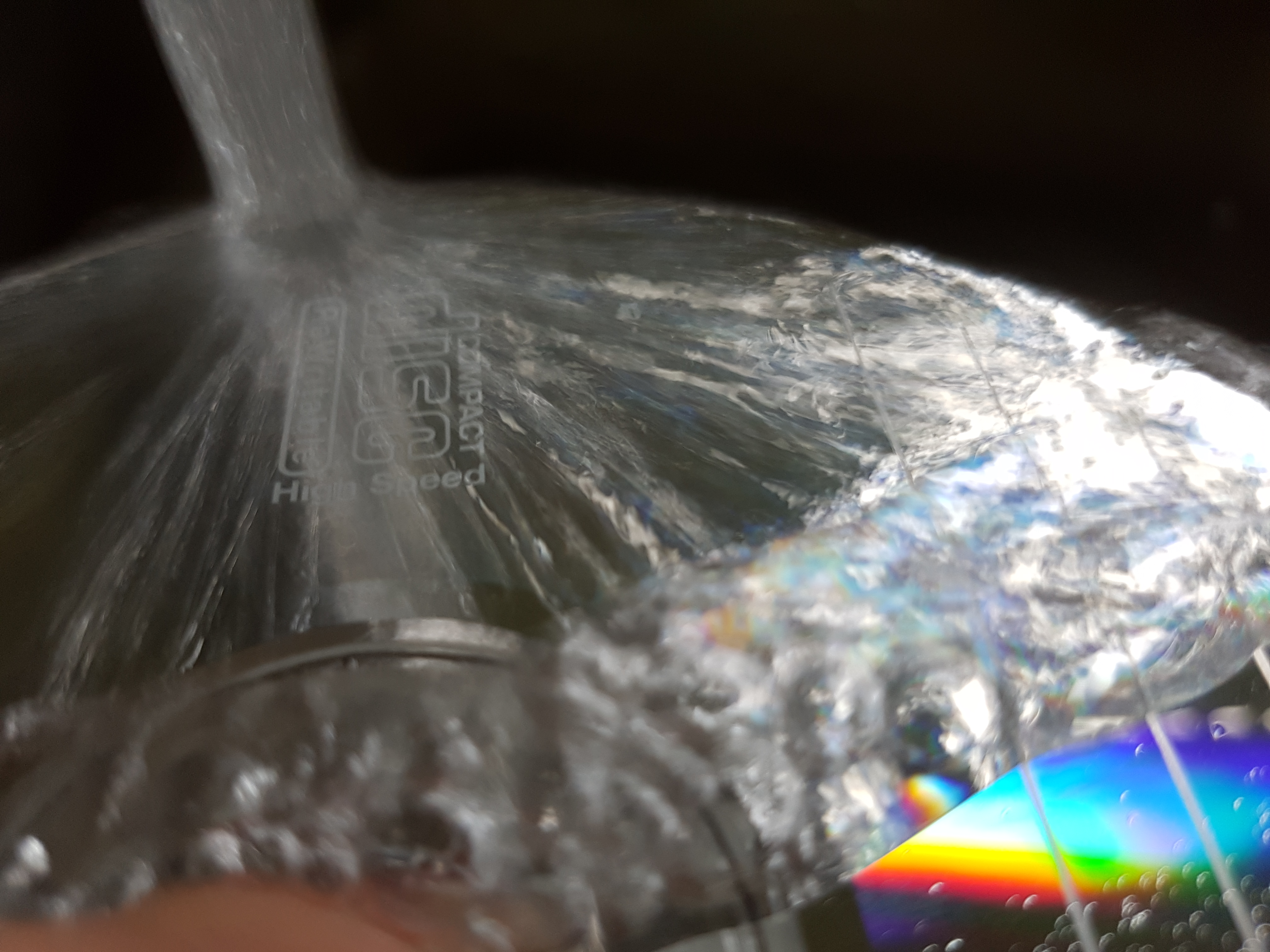
Wasser läuft auf einer CD-RW. Da optische Datenträger wasserdicht sind, bleiben die Daten unversehrt.

Die bekanntesten optischen Speichermedien sind die CD-ROM (Beginn der nennenswerten Verbreitung seit etwa 1981) und deren Weiterentwicklungen DVD (seit etwa 1996) und Blu-ray Disc (seit etwa 2007). Daneben wurden noch diverse andere Medien und auch die Hybridvariante der Magneto-Optical Disc entwickelt. Diese haben jedoch in der Praxis eine geringere Bedeutung. Nur einmal beschreibbare optische Speichermedien werden WORM (vom englischen write once, read many, deutsch einmal schreiben, vielfach lesen) genannt und für die Archivierung von digitalen Informationen eingesetzt.
Optische Speichermedien sind zwar nicht anfällig für Datenverluste aufgrund eines mechanischen Versagens des Magnetkopfes wie bei Festplatten oder dem Versagen von Schaltkreisen wie bei Flash-Speichern, allerdings sind sie der natürlichen Alterung ausgesetzt und anfällig für Kratzer auf der Oberfläche. Bei einem möglichen Defekt eines optisches Laufwerkes bleibt die Datenscheibe jedoch unversehrt. Zudem bewahren Verfahren zur digitalen Fehlerkorrektur die vollständige Datenkonsistenz bei mäßigen Oberflächenkratzern auf. Datenträger mit höherer Datendichte wie Blu-ray Discs verfügen über eine entsprechend höhere Fehlertoleranz.

## Geschichte
Das Unternehmen Foto-Mem wurde 1967 mit dem Ziel gegründet, Massenspeicher für Computer zu entwickeln, die im Gegensatz zu den damals üblichen Verfahren Daten nicht magnetisch auf Trommeln, Bändern oder Platten speichern, sondern auf optischen Medien.
Anfang der 1970er Jahre gelang es Foto-Mem, eines seiner FM-360-Systeme an die New York Times zu verkaufen, die damit Inhalte alter Ausgaben archivieren wollte.
Schließlich ging Foto-Mem das Geld aus und die Firma musste 1973 Konkurs anmelden, ohne je ein vollständig funktionierendes Gerät installiert zu haben.

## Typen

### Tabelle der gebräuchlichsten Formate
Es gibt viele verschiedene Formate optischer Platten:
| Name | Ursprünglich für | Kapazität a [GB] | Nicht beschreibbar           | Einmal- beschreibbar | Wieder- beschreibbar | RAM-Version | Größere Version b                   |
| ---- | ---------------- | ---------------- | ---------------------------- | -------------------- | -------------------- | ----------- | ----------------------------------- |
| CD   | Audio            | 0,7              | CD-DA (Audio) CD-ROM (Daten) | CD-R                 | CD-RW                | –           | –                                   |
| DVD  | Video            | 4,7              | DVD-Video DVD-Audio DVD-ROM  | DVD+R c DVD-R        | DVD+RW c DVD-RW      | DVD-RAM     | DL (8,5 GB) DL Flipper (2 × 8,5 GB) |
| BD   | HD-Video         | 25               | BD-ROM                       | BD-R                 | BD-RE                | –           | DL (50 GB) BDXL (100–128 GB)        |

### Übersicht optischer Datenspeicher
| Name                                                      | Kapazität a                                                             | Experimentell b | Zeitraum c |
| --------------------------------------------------------- | ----------------------------------------------------------------------- | --------------- | ---------- |
| Laserdisc (LD)                                            | 300 MB                                                                  |                 | 1971–2001  |
| Write Once Read Many Disk (WORM)                          | 0,2–6,0 GB                                                              |                 | 1979–1984  |
| Compact Disc (CD)                                         | 650–900 MB                                                              |                 | seit 1981  |
| MiniDisc (MD)                                             | 140 MB                                                                  |                 | seit 1989  |
| Magneto Optical Disc (MOD)                                | 0,1–16,7 GB                                                             |                 | seit 1990  |
| Phasewriter Dual (PD)                                     | 600 MB                                                                  |                 | 1995–1999  |
| Digital Versatile Disc (DVD)                              | 4,7–17 GB                                                               |                 | seit 1995  |
| Laser Intensity Modulation Direct OverWrite (Limdow-Disc) | 2,6 GB                                                                  | 10 GB           | seit 1996  |
| GD-ROM                                                    | 1,2 GB                                                                  |                 | seit 1997  |
| Fluorescent Multilayer Disc                               |                                                                         | 50–140 GB       | 1998–2003  |
| Versatile Multilayer Disc (VMD)                           | 5–20 GB                                                                 | 100 GB          | 1999–2010  |
| Hyper CD-ROM                                              | 1 PB                                                                    | 100 EB          | seit 1999  |
| DataPlay                                                  | 500 MB                                                                  |                 | 1999–2006  |
| Ultra Density Optical (UDO)                               | 30–60 GB                                                                |                 | seit 2000  |
| HD-FVD (FVD)                                              | 5,4–15 GB                                                               |                 | seit 2001  |
| Enhanced Versatile Disc (EVD)                             | wie DVD (4,7 GB)                                                        |                 | 2002–2004  |
| HD DVD                                                    | 15–51 GB                                                                | 1 TB            | 2002–2008  |
| Blu-ray Disc (BD)                                         | 25–100 GB                                                               | 400 GB          | seit 2002  |
| BD XL                                                     | 100 GB, 128 GB                                                          | 1 TB            | seit 2010  |
| Professional Disc for Data (PDD)                          | 23 GB                                                                   |                 | 2003–2006  |
| Professional Disc                                         | 23–128 GB                                                               |                 | seit 2003  |
| Digital Multilayer Disk                                   |                                                                         | 22–32 GB        | 2004–2007  |
| Multiplexed Optical Data Storage (MODS-Disc)              |                                                                         | 250 GB – 1 TB   | seit 2004  |
| Universal Media Disc (UMD)                                | 900 MB – 1,8 GB                                                         |                 | seit 2004  |
| Holographic Versatile Disc (HVD)                          |                                                                         | 3,9 TB          | seit 2004  |
| Protein-coated Disc (PCD)                                 |                                                                         | 50 TB           | seit 2005  |
| M-DISC                                                    | 4,7 GB (DVD-Format), 25 GB (Blu-Ray-Format), 100 GB (Blu-ray – BD-R XL) |                 | seit 2009  |
| Archival Disc                                             | 0,3 - 1 TB                                                              |                 | seit 2014  |
| Ultra HD Blu-ray                                          | 50 GB, 66 GB, 100 GB, 128 GB                                            |                 | seit 2015  |

## Vorteile
- Geringe Abnutzung durch berührungsloses Lesen
- Geringe Medienkosten

## Nachteile
- Einige beschreibbare und wiederbeschreibbare Medien – hier vor allem CD-R, CD-RW, DVD±R und DVD±RW – haben nur eine begrenzte zeitliche Haltbarkeit.
- Bei unsachgemäßer Lagerung können Probleme während des Lesevorganges auftreten.
- Begrenzte Zahl an Schreibzyklen bei wiederbeschreibbaren Medien (DVD-RAM max. 1.000.000, andere CD/DVD-Formate max. 1.000, in der Realität meistens deutlich weniger).
- optische Disks sind langsamer als typische Festplattenlaufwerke und deutlich langsamer als SSDs[2]

## Vergleichstabelle
|                                  |                                  | CD                                             | DVD                               | HD DVD                     | Blu-ray Disc                | Ultra HD Blu-ray            |
| -------------------------------- | -------------------------------- | ---------------------------------------------- | --------------------------------- | -------------------------- | --------------------------- | --------------------------- |
| Speicherkapazität (SL/DL/TL/QL): | Speicherkapazität (SL/DL/TL/QL): | 540–900 MB                                     | 4,7/8,5 GB                        | 15/30/51 GB                | 25/50 & 66/100 & 128/200 GB | -/50 & -/60/100 & -/-/-/128 |
| Markteinführung:                 | Markteinführung:                 | 1982 (noch erhältlich)                         | 1996 (noch erhältlich)            | 2005 (bereits eingestellt) | 2006 (noch erhältlich)      | 2015 (noch erhältlich)      |
| Datenrate (1×):                  | Datenrate (1×):                  | 1,228 MBit/s (Daten), 1,411 MBit/s (PCM-Audio) | 11,08 MBit/s                      | 36,55 MBit/s               | 36 MBit/s                   | 72–144 Mbit/s               |
| Lesemethode:                     | Lesemethode:                     | CAV/CLV                                        | CAV/CLV                           | CAV/CLV                    | CAV/CLV                     | CAV/CLV                     |
| Laser-Wellenlänge:               | Laser-Wellenlänge:               | 780 nm (Nahes Infrarot)                        | 650 nm (Rot)                      | 405 nm (Violett)           | 405 nm (Violett)            | 405 nm (Violett)            |
| Numerische Apertur (NA):         | Numerische Apertur (NA):         | 0,45                                           | 0,60                              | 0,65                       | 0,85                        | 0.85                        |
| Fokusdurchmesser:                | Fokusdurchmesser:                | 650 nm                                         | 542 nm                            | 312 nm                     | 238 nm                      | 238 nm                      |
| Spurabstand:                     | Spurabstand:                     | 1,60 µm                                        | 0,74 µm                           | 0,40 µm                    | 0,32 µm                     | 0,32 μm                     |
| Laserpunkt:                      | Laserpunkt:                      | 2,11 µm                                        | 1,32 µm                           | 0,76 µm                    | 0,58 µm                     | 0,58 µm                     |
| Video- codec:                    | MPEG-1                           | ja                                             | ja                                | ja                         | ja                          | ja                          |
| Video- codec:                    | MPEG-2                           | nein                                           | ja                                | ja                         | ja                          | ja                          |
| Video- codec:                    | H.264/MPEG-4 AVC                 | nein                                           | nein                              | ja                         | ja                          | ja                          |
| Video- codec:                    | VC-1                             | nein                                           | nein                              | ja                         | ja                          | ja                          |
| Video- codec:                    | H265/HEVC                        | nein                                           | nein                              | nein                       | nein                        | ja                          |
| Audio- codec:                    | Linear PCM                       | ja                                             | ja                                | ja                         | ja                          | ja                          |
| Audio- codec:                    | Dolby TrueHD                     | nein                                           | nein                              | ja                         | ja                          | ja                          |
| Audio- codec:                    | DTS-HD Master Audio              | nein                                           | nein                              | ja                         | ja                          | ja                          |
| Audio- codec:                    | Dolby Digital                    | siehe AC-3 CD                                  | ja                                | ja                         | ja                          | ja                          |
| Audio- codec:                    | DTS                              | siehe DTS-CD                                   | ja                                | ja                         | ja                          | ja                          |
| Audio- codec:                    | Dolby Digital Plus               | nein                                           | nein                              | ja                         | ja                          | ja                          |
| Maximale Videoauflösung:         | Maximale Videoauflösung:         | 480 × 576 (PAL)A 480 × 480 (NTSC)              | 720 × 576 (PAL) 720 × 480 (NTSC)A | 1920 × 1080 (Full HD)      | 1920 × 1080 (Full HD)       | 3840 × 2160 (Ultra HD)      |
| Bildwiederholrate:               | Bildwiederholrate:               | 25 Hz (PAL) 29,97 Hz (NTSC)                    | 25 Hz (PAL) 29,97 Hz (NTSC)       | 24/25/30p, 50/60i          | 24/30/50/60p, 50/60i        | 24/30/50/60p, 50/60i        |
| DRM:                             | DRM:                             | keine                                          | CSS                               | AACS                       | AACS / BD+                  | AACS                        |
| Datenblockgröße:                 | Datenblockgröße:                 | 2048 Byte                                      | 2048 Byte                         | 2048 Byte                  | 2048 Byte                   | 2048 Byte                   |